# Mönchstraße 11 (Stralsund)
Das Gebäude Mönchstraße 11 in Stralsund ist ein denkmalgeschütztes Bauwerk in der Mönchstraße.

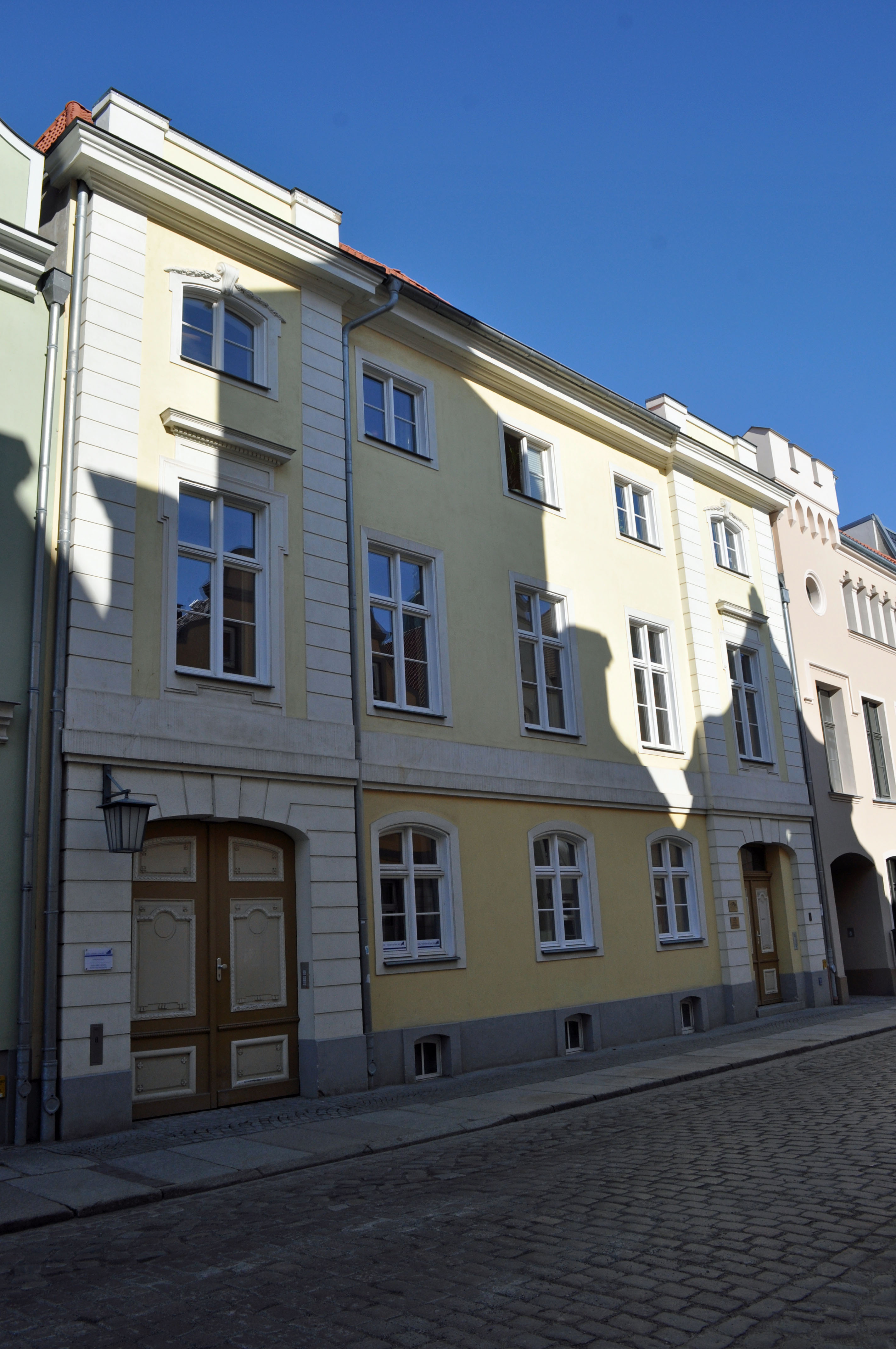
Haus Mönchstraße 11 in Stralsund (2012)

Das zweieinhalbgeschossige, fünfachsige Traufenhaus wurde im Jahr 1789 errichtet. Die beiden äußeren Achsen prägen die Fassade durch ihre flache Vorlage und besitzen jeweils eine Toreinfahrt, genutete Kolossallisenen und im ersten Obergeschoss Fensterverdachungen. Der Hofflügel des Hauses stammt aus dem Jahr 1641; beide Gebäude weisen aus dem 14. Jahrhundert stammende Kellermauern der Vorgängergebäude auf.
Das Haus im Kerngebiet des von der UNESCO als Weltkulturerbe anerkannten Stadtgebietes des Kulturgutes „Historische Altstädte Stralsund und Wismar“ ist in die Liste der Baudenkmale in Stralsund eingetragen.